# Beaumotte-Aubertans
Beaumotte-Aubertans település Franciaországban, Haute-Saône megyében. Lakosainak száma 476 fő (2022. január 1.). Beaumotte-Aubertans Villers-Pater, Blarians, Germondans, La Barre, Cenans, Cirey, Loulans-Verchamp, Ruhans és Vandelans községekkel határos.

## Népesség
A település népességének változása:
| Lakosok száma | 442  | 431  | 453  | 458  | 471  | 470  | 472  | 477  | 476  |
|               | 2013 | 2015 | 2016 | 2017 | 2018 | 2019 | 2020 | 2021 | 2022 |